# Касымов, Хаджи
Хаджи Касымов — советский узбекистанский хозяйственный деятель, Герой Социалистического Труда.

## Биография
Родился в 1904 году в Ташкенте.
В 1918—1951 — рабочий, штукатур на стройках города Ташкента.
В 1951—1965 — бригадир штукатуров строительного управления № 11 стройтреста № 159 Министерства строительства Узбекской ССР.
Указом Президиума Верховного Совета СССР от 1 октября 1965 года присвоено звание Героя Социалистического Труда с вручением ордена Ленина и золотой медали «Серп и Молот».
Заслуженный строитель Узбекской ССР (1965).
Умер после 1980 года в Ташкенте.

## Награды и звания
- Герой Социалистического Труда (01.10.1965)
- Орден Ленина (01.10.1965)
- Орден Трудового Красного Знамени